# Barichneumon fuscosignatus
Barichneumon fuscosignatus är en stekelart som beskrevs av Heinrich 1972. Barichneumon fuscosignatus ingår i släktet Barichneumon och familjen brokparasitsteklar. Inga underarter finns listade.